# Stadion Gjirokastra
Das Stadion Gjirokastra (albanisch Stadiumi Gjirokastra) ist ein Fußballstadion mit einer umlaufenden Aschenbahn in der albanischen Stadt Gjirokastra. Es ist die Heimspielstätte des Fußballvereins KS Luftëtari Gjirokastra. Das 1973 erbaute Stadion in der Neustadt bietet 9.000 Zuschauern Platz. Früher trug es den Namen Subi-Bakiri-Stadion (Stadiumi Subi Bakiri).
2009 und 2016 wurden Renovierungsarbeiten durchgeführt.